# چهار مرحله صلاحیت
چهار مرحله صلاحیت (به انگلیسی: Four stages of competence) که در روانشناسی به آن مدل یادگیری صلاحیت خودآگاه نیز می‌گویند، این مدل در روانشناسی به فرایند تبدیل یک مهارت از عدم صلاحیت به صلاحیت است.

چهار مرحله صلاحیت که بصورت هرم نمایش داده شده‌است

## تاریخچه
در فوریه ۱۹۶۹ مارتین برد ول (Martin M. Broadwell) استاد مدیریت در مدل ای را به نام چهار مرحله آموختن توضیح داد.

## مراحل
چهار مرحله به این شکل است
1. عدم صلاحیت ناهشیار (Unconscious incompetence)
2. عدم صلاحیت هشیار (Conscious incompetence)
3. صلاحیت هشیار (Conscious competence)
4. صلاحیت ناهشیار (Unconscious competence)